# Эрматинген
Эрматинген (нем. Ermatingen) — коммуна в Швейцарии, в кантоне Тургау.
Входит в состав округа Кройцлинген. Население составляет 2705 человек (на 31 декабря 2007 года). Официальный код — 4646.

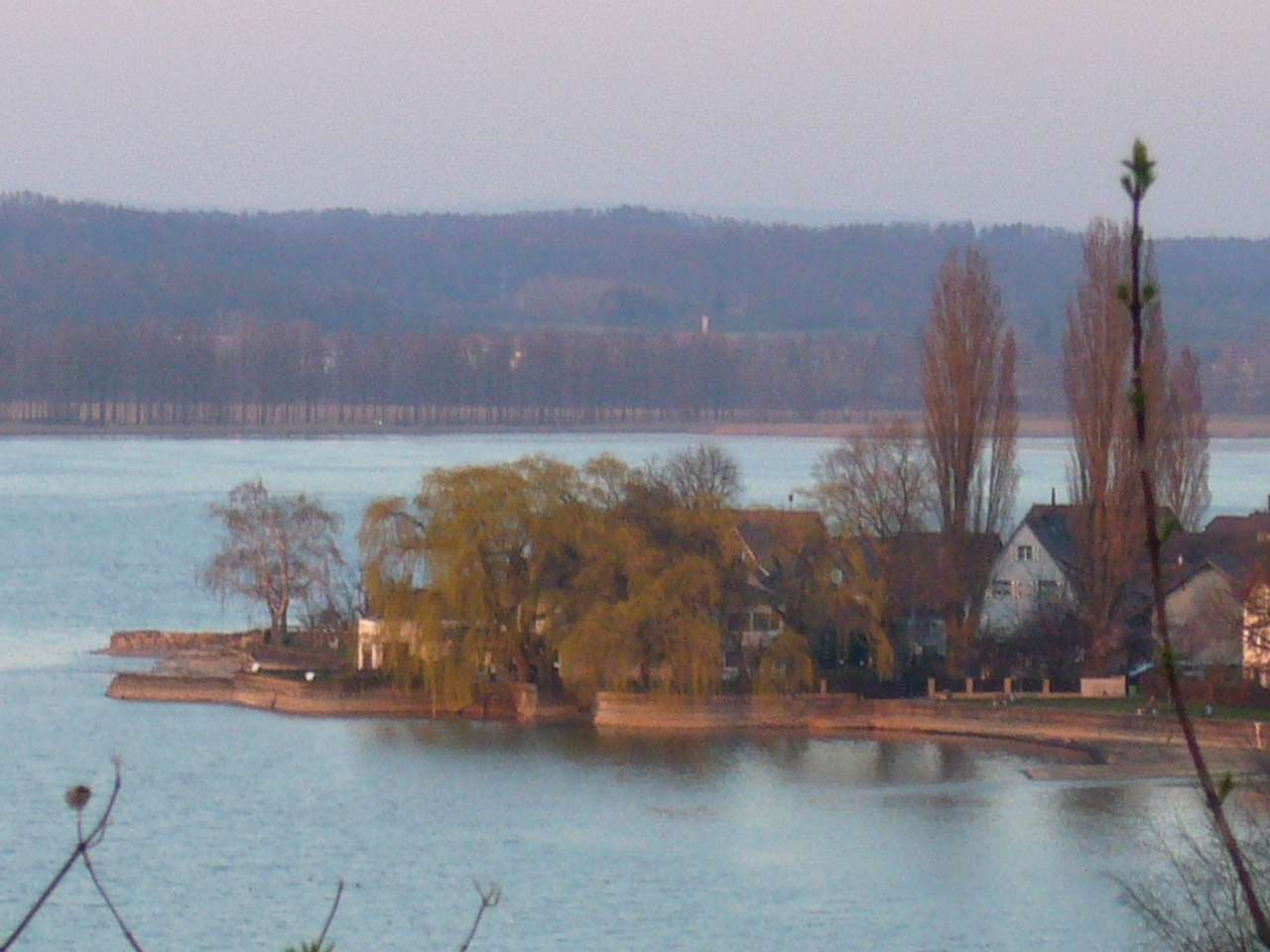
Эрматинген